# Leilani Leeane
Leilani Leeane (née le 1er octobre 1992 à Lancaster, en Californie) est une actrice américaine de films pornographiques.

## Filmographie sélective
- 2011 : Black Anal Beauties 3
- 2011 : Cougars Crave Young Kittens 8
- 2012 : Lesbian Adventures: Older Women Younger Girls 2
- 2012 : Lesbian Adventures: Strap-On Specialists 4
- 2013 : Belladonna: No Warning 8
- 2013 : KissMe Girl 13
- 2014 : Bad Babysitters
- 2014 : Big Anal Jackoff
- 2015 : Black Ass Anal Drilling 4
- 2015 : Secret Lesbian Diaries 3: Writing School
- 2016 : Naughty Interracial 3
- 2017 : Ebony Queens 2

## Distinctions

### Récompenses
- 2012 : Urban X Award : Rising Star Female

### Nominations
- 2012 : NightMoves Award : Best New Starlet
- 2012 : Urban X Award : Best 3 Way Sex Scene - revenge of the Petites avec Riley Reid et Ashley Jane
- 2012 : Urban X Award : Best 3 Way Sex Scene - Black Anal Addiction avec Megan Vaughn et Mike Adriano
- 2012 : Urban X Award : Best Anal Sex Scene - Black Anal Addiction avec Skin Diamond et Mike Adriano
- 2012 : Urban X Award : Best Couple Sex Scene - Racially Motivated 3 avec Erik Everhard
- 2013 : AVN Award : Best All-Girl Group Sex Scene - Revenge of the Petites avec Ashley Jane et Riley Reid
- 2013 : AVN Award : Best New Starlet
- 2013 : AVN Award : Best POV Sex Scene - POV Junkie 5 avec Vince Vouyer
- 2013 : XCritic Fans Choice Award : Best New Starlet